# 大越大藏
大越大藏（日语：／，1873年—1928年8月20日），日本栃木縣人，臺灣日治時期電氣工程師。

## 生平
大越大藏在1873年出生於栃木縣，1898年畢業於東京帝國大學工科大學電氣工學科，同年12月1日以志願兵身分進入鐵道大隊。1899年11月30日擔任陸軍工兵軍曹，1901年3月25日擔任陸軍工兵少尉。1902年，實業家土倉龍治郎計劃在南勢溪興建龜山水力發電所（今龜山發電廠），聘請大越大藏來臺擔任技師長，龜山發電所被收歸國有轉任臺北電氣作業所（今臺灣電力公司）技師。1903年進入鐵道大隊補充中隊，翌年11月27日擔任陸軍工兵中尉。1905年8月臺北電燈株式會社啟用後不久，時常爆發停電，大越察覺龜山發電所取水口每逢大雨即會被垃圾堵塞，水流量變少，連帶導致電力減弱，亮度變小。遂改良取水口的鐵閘設計，使其盡量過濾雜物。
1906年4月1日，因在日俄戰爭中立下戰功，獲授勳六等單光旭日章，同年擔任臺灣總督府民政部土木局土木課技師及臺灣總督府民政部警察本署囑託，負責調查全臺電氣業務。1908年擔任臨時臺灣總督府工事部技師、土木局水利課技師及警察本署警務課囑託，5月，臺灣總督府計劃將電燈的鋪設範圍延伸至臺中，委託大越大藏承辦所有電燈設計，同年興建小粗坑發電所（今桂山發電廠粗坑機組）時，發現「地質惡劣，湧泉殊多」，使工程一度陷入瓶頸，也是在大越及包商的策劃之下才得以如期竣工。7月30日獲敘高等官五等，9月30日獲敘高等官五等。
1909年9月擔任臨時臺灣工事部電氣課長。同年小粗坑發電所竣工，但仍有許多缺點，大越遂前往該地視察。1911年及1917年，該發電所兩度遭洪水沖毀，皆由大越大藏前往搶修。雖公務繁忙，大越仍在閒暇之餘撰寫政府出版品，或在坊間雜誌刊登文章，協助推廣電氣知識。
1911年10月16日擔任臺灣總督府工事部技師並敘高等官四等；12月26日獲授五等瑞寶章，同年研擬赴歐視察，但因工作繁忙加上颱風來襲，遲遲無法動身，最終於10月敲定行程。1912年臺北電氣作業所於臺北設置「電氣陳列所」，向民眾展出各式電燈，其中大部分新式電燈皆是大越從歐洲帶回。1913年負責規劃高雄火力發電廠之設立。1914年3月31日獲敘高等官三等，1915年11月10日獲授大禮紀念章，1917年12月24日獲授四等瑞寶章。
當時臺灣總督府計劃臺灣中部建造一座巨型發電廠，以統一全臺電氣事業。但興建地點仍未定案，候選位址則有濁水溪及大甲溪兩處，大越大藏因此在1917年2月11日奉命調查該兩條溪的水資源分佈。經多次規劃商議及實地探勘，大越選中濁水溪下游的日月潭，計劃在該處進行水庫式發電。同年10月探勘整理完畢，大越提出將發電廠擇址於日月潭，12月前往日本觀摩豬苗代湖水力發電工程，為日月潭水力電氣工事作設計參考。1919年臺灣電力株式會社成立，大越擔任建設部長及理事，同年7月，其以罹患神經衰弱症為由，辭官進入該會社工作。
1922年，日月潭工事受日本經濟大蕭條、資金匱乏等因素影響而宣布停工。其與臺灣電力株式會社社長高木友枝對外宣導在日月潭建造發電所之必要性，亦率美國水電專家團隊赴日月潭視察。1928年8月，因日月潭水利工事有望復工，大越之好友堀見末子再度來臺，和高木及大越商談兩天。同月20日，大越赴臺電總公司上班，中午12點20分，因身體稍有不適，前往重役室休息，旋因過勞及體重過重忽發腦溢血，死在辦公室的椅子上。高木友枝當即衝進重役室，將大越放平後用聽診器聽他的心臟，之後默默哭了出來。堀見在回憶錄中表示自己在臺灣的最後一份工作竟是「為大越收拾工作、舉行葬禮」。